# Усть-Вымский Михаило-Архангельский монастырь
Михаило-Архангельский монастырь — православный мужской монастырь во имя Архангела Михаила в селе Усть-Вымь Республики Коми.

## История
Основан в конце XIV века Стефаном Пермским. В XV—XVI веках в Усть-Выми находилась кафедра епископов Пермских. В 1564 году кафедра была перемещена в Вологду, после чего монастырь практически перестал действовать (при приходском храме Архистратига Михаила жил иеромонах). С 80-х годов XVII века монастырь вновь стал действующим, однако в 1764 году во время секуляризационной реформы был упразднён.

## Современность

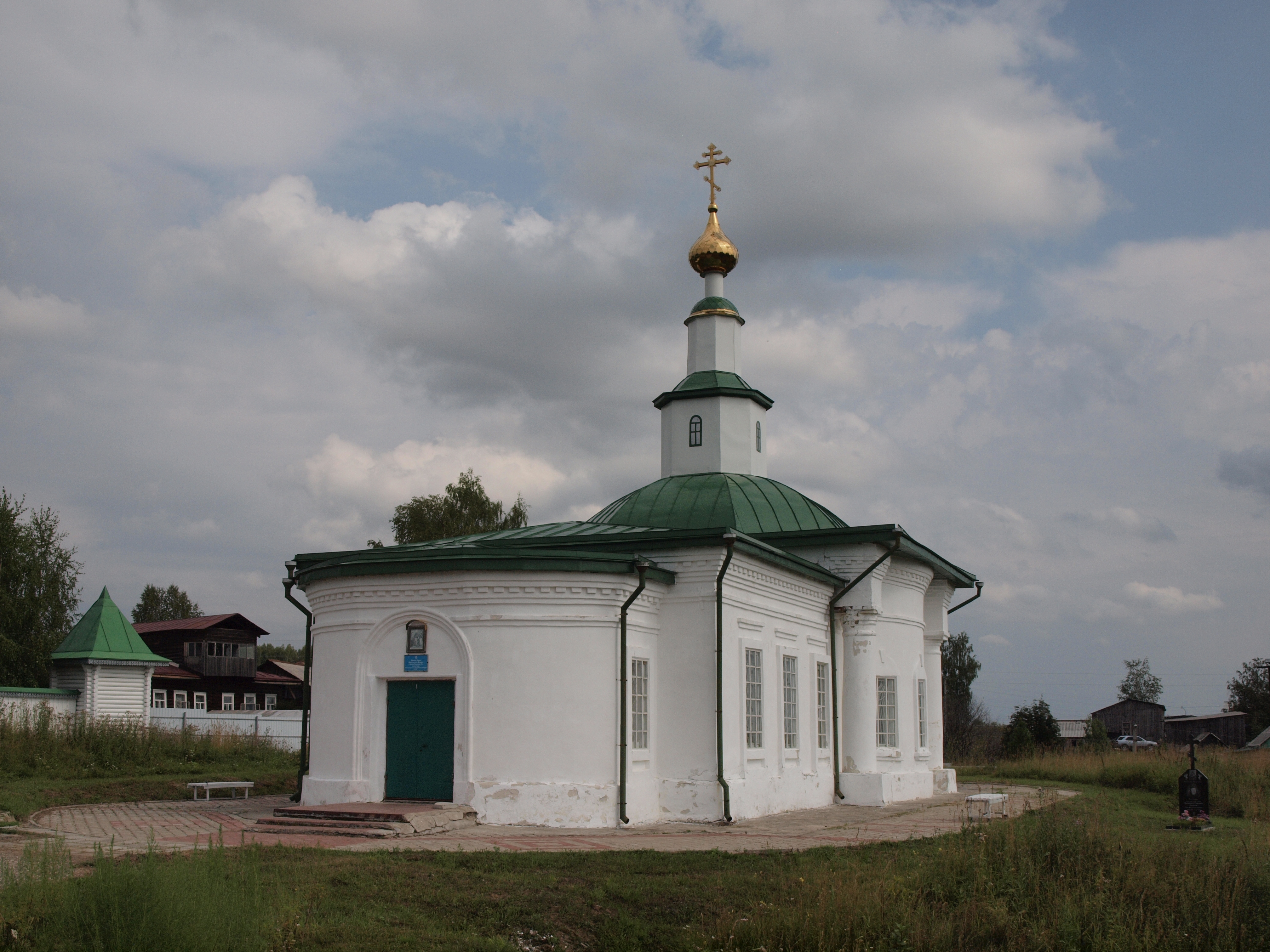
Михаило-Архангельский храм

Монастырь вновь открыт 21 марта 1996 года постановлением Священного синода Русской православной церкви по ходатайству епископа Сыктывкарского и Воркутинского Питирима.
На середину 2024 года комплекс монастыря образуют три храма, три часовни, домовая церковь в братском корпусе, трапезная и гостиница для паломников.
- Стефановский храм (освящён в 1761 году)[4]
- Михаило-Архангельский храм (1806 год)[4]
- Часовня трёх Святителей Герасима, Питирима и Ионы Устьвымских чудотворцев (1996 год), где находятся под спудом их мощи[4].